# Bahnhof Ōimachi
Der Bahnhof Ōimachi (jap. 大井町駅, Ōimachi-eki) befindet sich im Stadtbezirk Shinagawa in Tokio. Er wird von der Keihin-Tōhoku-Linie der JR East, der Rinkai-Linie der Tōkyō Rinkai Kōsoku Tetsdō sowie der Ōimachi-Linie der Tōkyū Dentetsu bedient.

## Verbindungen
Ōimachi ist ein kombinierter Turm- und Kopfbahnhof. Hier kreuzen sich einerseits die Tōkaidō-Hauptlinie und die Keihin-Tōhoku-Linie von JR East mit der Rinkai-Linie der Tōkyō Rinkai Kōsoku Tetsdō, andererseits ist Ōimachi die östliche Endstation der Tōkyū Ōimachi-Linie von Tōkyū Dentetsu.
Die Tōkaidō-Hauptlinie, die überwiegend dem beschleunigten Pendlerverkehr über mittlere Entfernungen dient, führt zwar durch Ōimachi, doch halten ihre Züge hier nicht. Stattdessen wird der Bahnhof von der parallel auf eigenen Gleisen verlaufenden Keihin-Tōhoku-Linie bedient, deren Nahverkehrszüge Ōmiya mit Tokio und Yokohama sowie daran anschließend auf der Negishi-Linie mit Ōfuna verbinden. Tagsüber fahren sie alle fünf Minuten, während der Hauptverkehrszeit alle zwei bis drei Minuten, spätabends alle sechs Minuten. Somit werden jede Stunde zwischen 10 und 24 Züge angeboten.
Auf der Ōimachi-Linie verkehren tagsüber in Richtung Mizonokuchi jede Stunde 14 Züge, während der Hauptverkehrszeit 17 bis 20 Züge. Darunter sind vier- bis sechsmal stündlich verkehrende Eilzüge. Züge der Rinkai-Linie fahren tagsüber sechs- bis achtmal stündlich zwischen Shin-Kiba und Ōsaki, während der Hauptverkehrszeit zehn- bis zwölfmal; rund die Hälfte davon werden in Ōsaki auf die Saikyō-Linie weitergeleitet.
Der Bahnhof ist eine bedeutende Drehscheibe des lokalen und regionalen Busverkehrs. Auf beiden Seiten befindet sich je ein Busbahnhof. Der östliche mit sechs Bussteigen wird von sechs Linien der Gesellschaften Toei Bus, Keihin Kyūkō Bus und Tokyu Bus bedient. Vom westlichen, der sieben Bussteige umfasst, verkehren ein Dutzend Linien von Tokyu Bus, Tokyu Transses und Keihin Kyūkō Bus.

## Anlage
Der Bahnhof steht am Schnittpunkt dreier Stadtteile, die alle zum Tokioter Bezirk Shinagawa gehören: Hiromachi im Nordwesten, Higashiōi im Osten und Ōi im Südwesten. Im Nordwesten erstreckt sich eine ausgedehnte Abstellanlage mit mehr als vierzig Gleisen, zu der ein Bahnbetriebswerk von JR East gehört. Diese Anlage ist jedoch nicht mit der Tōkaidō-Hauptlinie oder der Keihin-Tōhoku-Linie verbunden, sondern mit der Yamanote-Linie beim Bahnhof Ōsaki. Ansonsten ist die Gegend von zahlreichen Bürohochhäusern, Verwaltungsgebäuden und Bildungseinrichtungen geprägt.
Der Bahnhofteil von JR East ist von Norden nach Süden ausgerichtet und besitzt vier Gleise, von denen die zwei westlichen für den Personenverkehr auf der Keihin-Tōhoku-Linie genutzt werden. Diese liegen an zwei vollständig überdachten Mittelbahnsteigen. Auf den zwei östlichen Gleisen fahren die Züge der parallel verlaufenden Tōkaidō-Hauptlinie ohne Halt durch, da hier ein Bahnsteig fehlt. Über die Anlage spannt sich ein Empfangsgebäude in Form eines Reiterbahnhofs, das durch Treppen, Aufzüge und Rolltreppen erschlossen wird. In dem sechsgeschossigen Gebäude befindet sich das Einkaufszentrum Atré Ōimachi, das einer Tochtergesellschaft von JR East gehört und 80 Läden umfasst. Im zweigeschossigen Annexbau Atré Ōimachi 2 an der Ostseite kommen vier weitere Geschäfte hinzu. Vom Empfangsgebäude und vom nördlichen Ende des JR-Bahnsteigs aus ist der von Osten nach Westen ausgerichtete Kopfbahnhof von Tōkyū Dentetsu erreichbar. Er besitzt zwei stumpf endende Gleise an einem breiten Mittelbahnsteig. Ebenso bestehen Zugänge zum parallel dazu gelegenen Tunnelbahnhof der Rinkai-Linie. Dieser besteht wegen Platzmangels aus zwei übereinander liegenden Ebenen mit je einem Gleis an Seitenbahnsteigen.
Im Fiskaljahr 2019 nutzten durchschnittlich 292.091 Fahrgäste täglich den Bahnhof. Davon entfielen 104.619 auf JR East, 143.527 auf die Tōkyū Dentetsu und 43.945 auf Tōkyō Rinkai Kōsoku Tetsdō.

## Bilder

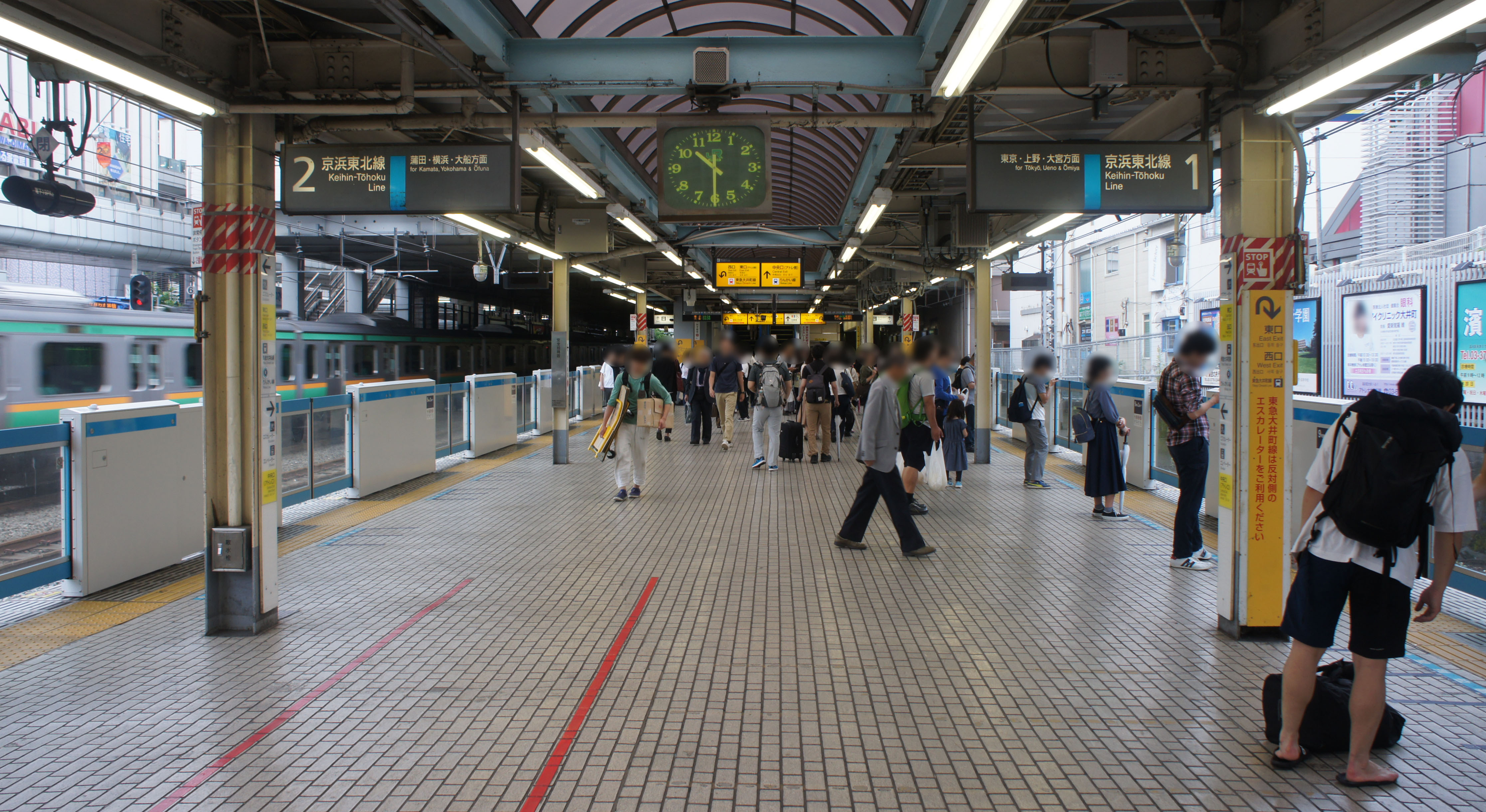
Mittelbahnsteig der Keihin-Tōhoku-Linie
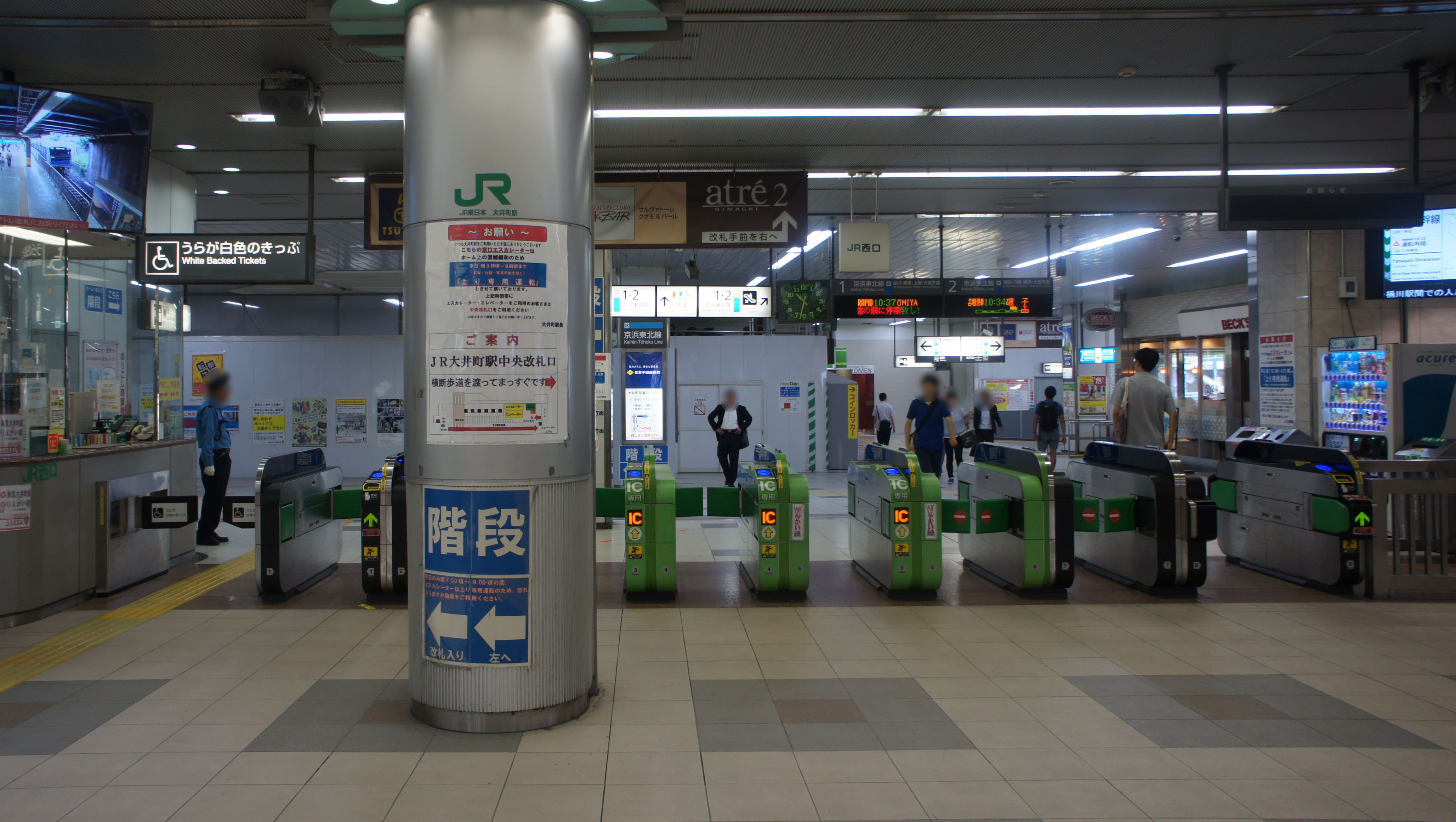
Bahnsteigsperren von JR East
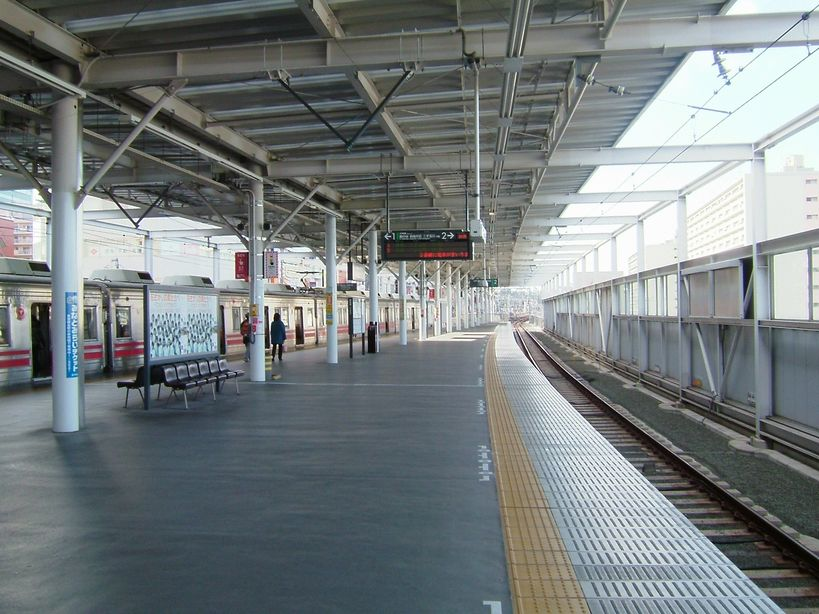
Kopfbahnhof von Tōkyū Dentetsu
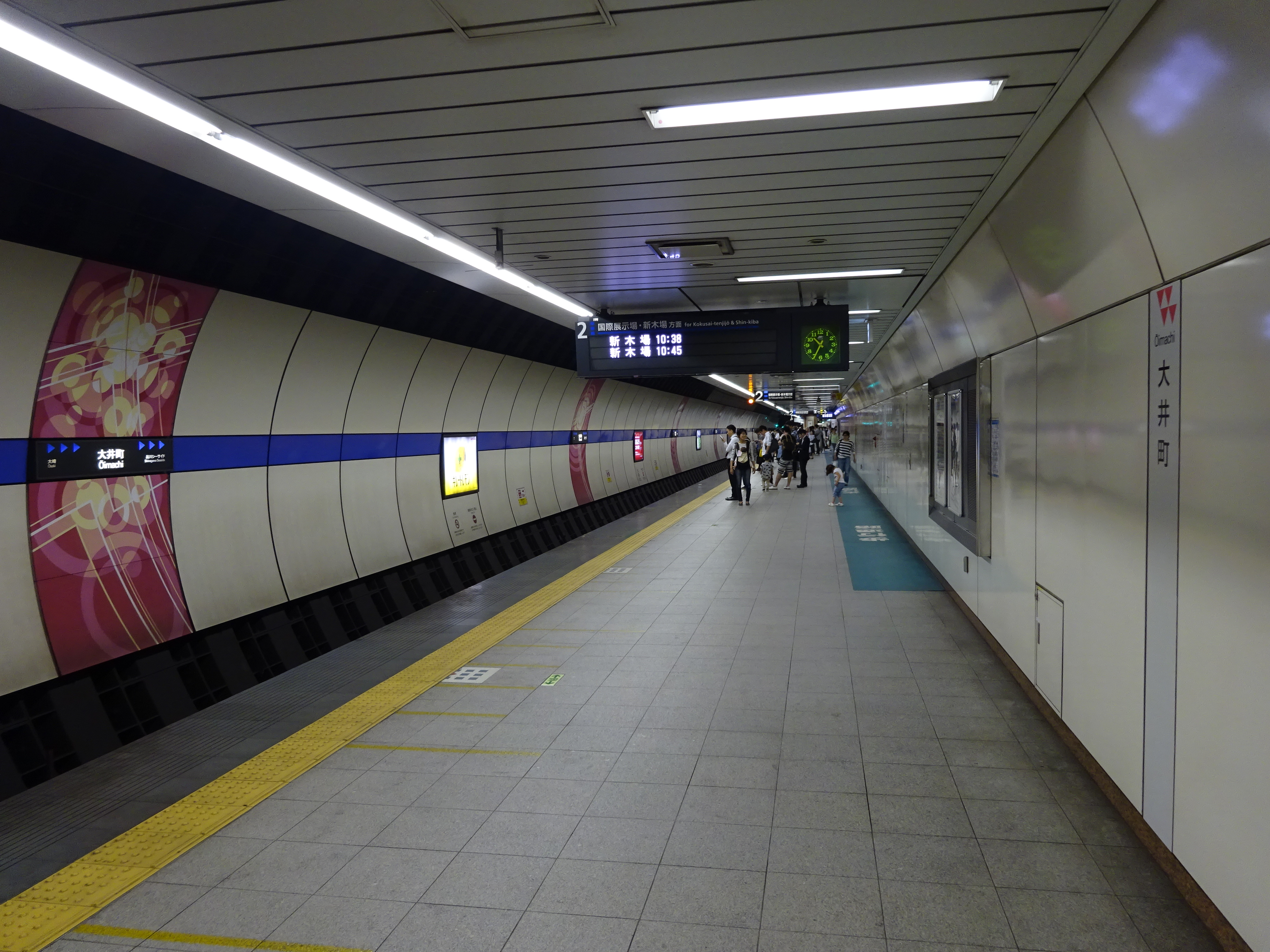
Bahnsteig der Rinkai-Linie
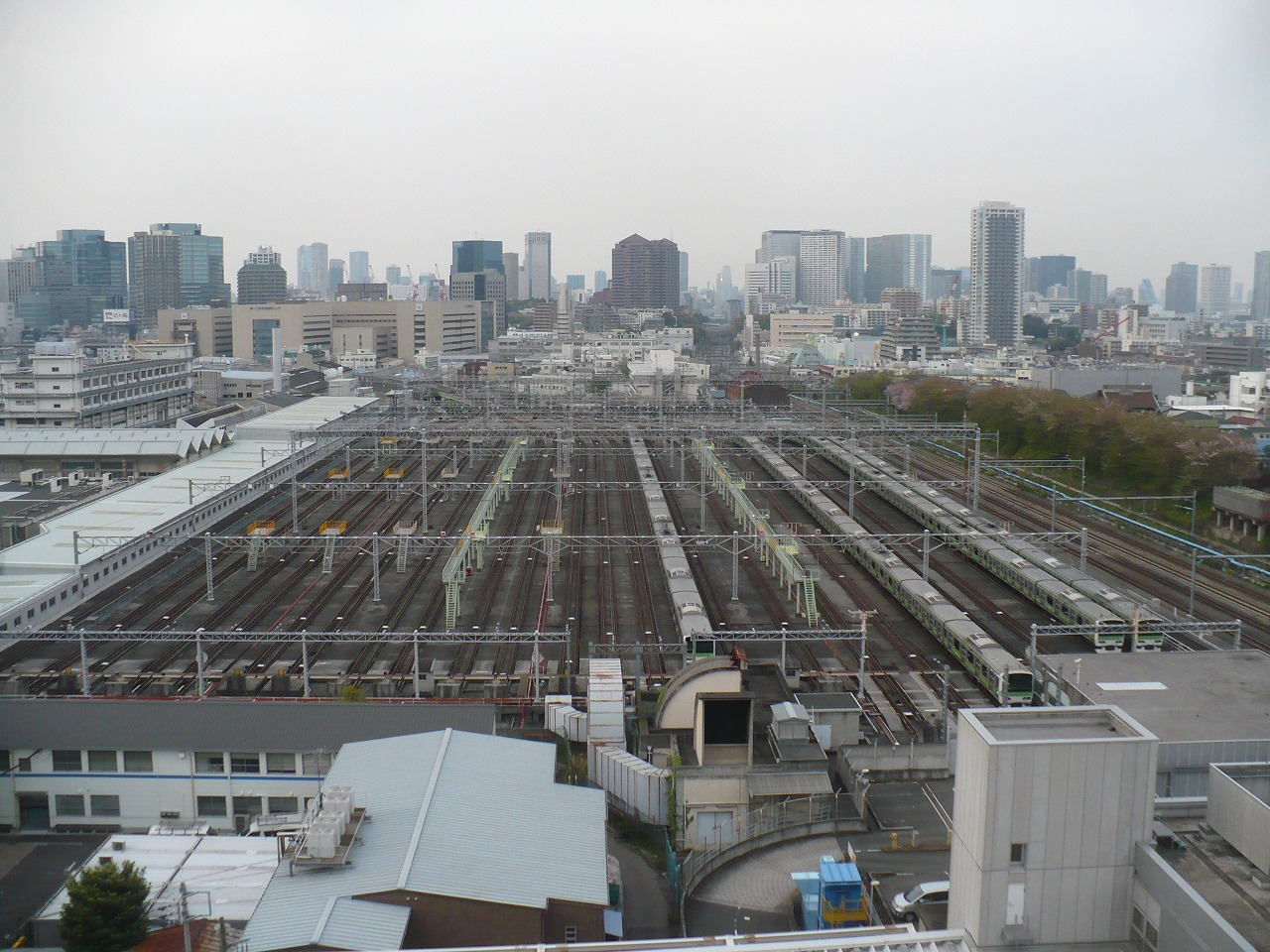
Blick auf die Abstellanlage

## Gleise
JR East
| 1 | ▉ Keihin-Tōhoku-Linie | Kawasaki • Yokohama • Ōfuna      |
| 2 | ▉ Keihin-Tōhoku-Linie | Shinagawa • Tokio • Ueno • Ōmiya |

Tōkyū Dentetsu
| 1/2 | ▉ Ōimachi-Linie | Hatanodai • Jiyūgaoka • Mizonokuchi |

Tōkyō Rinkai Kōsoku Tetsudō
| 1 | ▉ Rinkai-Linie | Ōsaki • Shinjuku |
| 2 | ▉ Rinkai-Linie | Shin-Kiba        |

## Linien
| Verlauf der Keihin-Tōhoku-Linie / Negishi-Linie |
| --- |
| Ōmiya • Saitama-Shintoshin • Yono • Kita-Urawa • Urawa • Minami-Urawa • Warabi • Nishi-Kawaguchi • Kawaguchi • Akabane • Higashi-Jūjō • Ōji • Kami-Nakazato • Tabata • Nishi-Nippori • Nippori • Uguisudani • Ueno • Okachimachi • Akihabara • Kanda • Tokyo • Yūrakuchō • Shimbashi • Hamamatsuchō • Tamachi • Takanawa Gateway • Shinagawa • Ōimachi • Ōmori • Kamata • Kawasaki • Tsurumi • Shin-Koyasu • Higashi-Kanagawa • Yokohama • Sakuragichō • Kannai • Ishikawachō • Yamate • Negishi • Isogo • Shin-Sugita • Yōkōdai • Kōnandai • Hongōdai • Ōfuna |

| Verlauf der Tōkyū Ōimachi-Linie |
| --- |
| Ōimachi • Shimo-Shinmei • Togoshi-kōen • Nakanobu • Ebaramachi • Hatanodai • Kita-Senzoku • Ōokayama • Midorigaoka • Jiyūgaoka • Kuhombutsu • Oyamadai • Todoroki • Kaminoge • Futako-Tamagawa • Futako-Shinchi • Takatsu • Mizonokuchi |

| Verlauf der Rinkai-Linie                                                                                      |
| --- |
| Ōsaki • Ōimachi • Shinagawa Seaside • Tennōzu Isle • Tōkyō Teleport • Kokusai-Tenjijō • Shinonome • Shin-Kiba |

## Geschichte
Das Eisenbahnamt des Kabinetts (das spätere Eisenbahnministerium) eröffnete den Bahnhof am 20. Dezember 1914 an der seit vier Jahrzehnten bestehenden Tōkaidō-Hauptlinie. Dies geschah zusammen mit der Inbetriebnahme der parallel dazu auf eigenen Gleisen verlaufenden Keihin-Tōhoku-Linie, die den nunmehr elektrischen Vorortsverkehr zwischen den Städten Tokio und Yokohama übernahm. Der Bahnhof war nahe einer Abzweigung gebaut worden, die seit 1901 für Güterzüge eine Verbindung zur Yamanote-Linie ermöglichte. Diese Zweigstrecke nach Ōsaki wurde am 16. April 1916 stillgelegt. Ōimachi stieg am 6. Juli 1927 zu einem wichtigen Knotenpunkt auf, als die Bahngesellschaft Meguro Kamata Dentetsu den ersten Abschnitt der heutigen Tōkyū Ōimachi-Linie nach Ōokayama eröffnete. Am 1. Oktober 1939 ging die Meguro Kamata Dentetsu in der Tōkyō Yokohama Dentetsu (heutige Tōkyū Dentetsu) auf.
Aus Rationalisierungsgründen stellte die Japanische Staatsbahn am 15. März 1972 den Güterumschlag ein. Im Rahmen der Staatsbahnprivatisierung ging der staatliche Teil des Bahnhofs in den Besitz der neuen Gesellschaft JR East über. Die neue Besitzerin lie↓ daraufhin den Bahnhof umfassend modernisieren. Dazu gehörte der Bau des Einkaufszentrums Atré Ōimachi und einer Ost-West-Fußgängerpassage, die beide am 11. März 1993 eröffnet wurden. Am 25. November 2002 folgte die Eröffnung eines neuen JR-Empfangsgebäudes an der Ostseite der Anlage. Dies geschah im Hinblick auf die Eröffnung des letzten Teilstücks der Rinkai-Linie zwischen Tennōzu Isle und Ōsaki am 1. Dezember desselben Jahres. Bahnsteigtüren wurden 2012 bei den Bahnsteigen der Tōkyū Ōimachi-Linie installiert, 2018 bei der Keihin-Tōhoku-Linie und 2020 bei der Rinkai-Linie.